# Farmersville (Illinois)
Farmersville è un villaggio degli Stati Uniti d'America, situato nello Stato dell'Illinois, nella contea di Montgomery.